# Karl Ludwig Sand

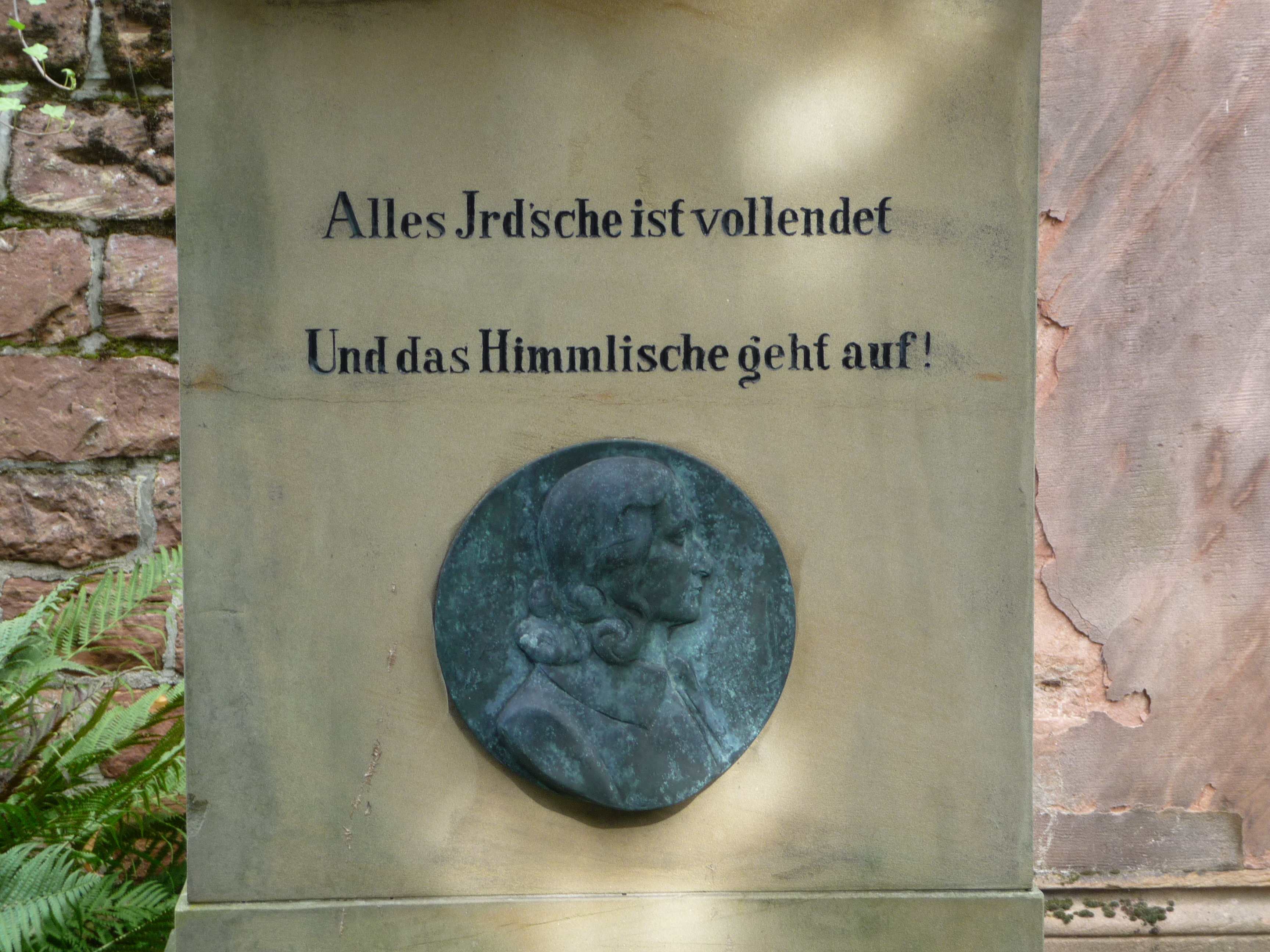
Túmulo de Karl Ludwig Sand na Alemanha.

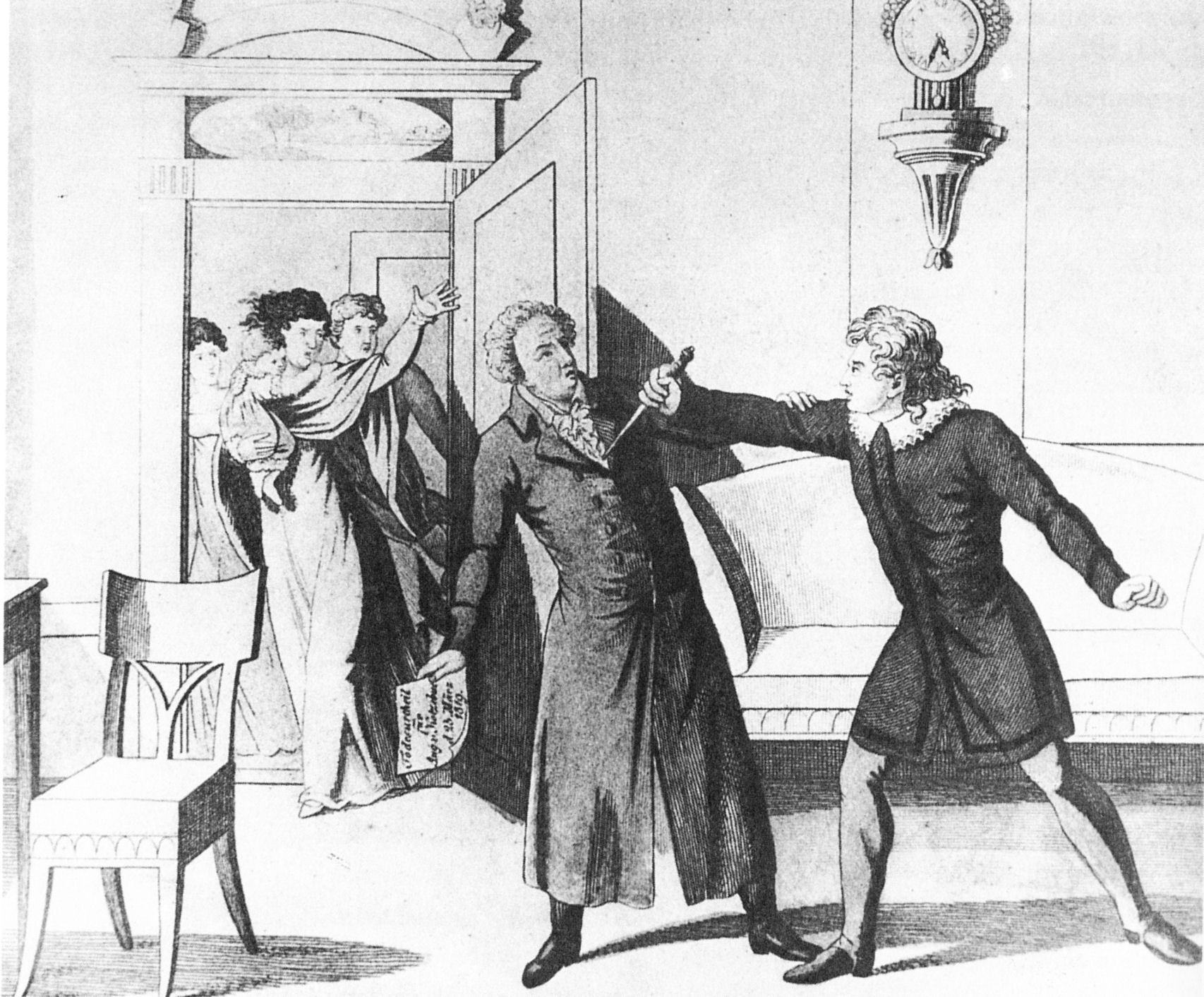
Karl Ludwig Sand apunhalando August von Kotzebue

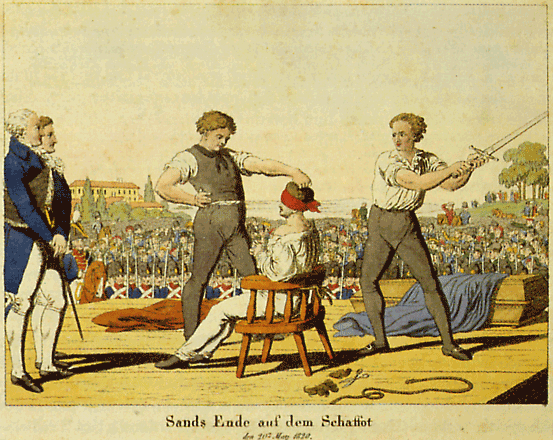
Execução de Karl Ludwig Sand

Karl Ludwig Sand (Wunsiedel, Prussia, 5 de outubro de 1795 – Mannheim, 20 de maio de 1820), também conhecido como Carl Ludwig Sand, foi um jovem estudante, da Universidade de Jena, sorteado em sessão da Burschenschaft para matar August von Kotzebue, que confessou ter executado o crime conforme as determinações da seita.
Foi julgado em Mannheim em 10 de novembro de 1819, numa atmosfera de terror criada pelas sociedades secretas. Karl Ludwig Sand confessou o crime, gabou-se de tê-lo cometido e negou ter qualquer cúmplice. Foi condenado à morte. O Imperador da Rússia enviou ao Grão-duque de Baden um ultimato protestando contra a demora da execução da sentença. Foi executado em 20 de maio de 1820 e enterrado no cemitério de Mannheim, ao lado de sua vítima.
Karl Ludwig Sand foi voluntário contra Napoleão Bonaparte, combateu em Waterloo e esteve na França até 1816 com o exército de ocupação. Voltou para a Universidade de Erlangen-Nuremberga, da qual era estudante, filiando-se com exaltação a Burschenschaft. Em 1817 Karl Ludwig Sand ingressou na Universidade de Jena, onde foi fundada, em 1815, a primeira Burschenschaft, composta por antigos combatentes das guerras contra Napoleão Bonaparte.

## Controvérsias
O único opositor da Bucha no Brasil e de Julius Frank foi o pesquisador e historiador Gustavo Barroso, autor de História Secreta do Brasil, que assevera ter sido Julius Frank uma identidade de Karl Ludwig Sand.
| “ | Muitos sabem tratar-se de um erudito estrangeiro que durante anos desempenhou o cargo de professor de História no Curso Anexo, aceito apenas pelo seu grande saber, e que um dia saiu de São Paulo pela morte, como havia entrado pela estrada de Sorocaba, sem apresentar papéis nem falar de si. | ” |

| “ | As últimas testemunhas falaram de Júlio Frank como de um homem singular, aparecido em São Paulo ali por 1830, calando avaramente tudo quanto se referia ao seu passado. | ” |

Em 1820 as viagens por terra eram lentas e as por mar, às vezes, ainda mais lentas, dependendo dos ventos. Em 1821 desembarcou no Rio de Janeiro, vindo clandestinamente num barco mercante, o jovem Julius Frank, figura cheia de mistério.
Se liam nas reuniões da Bucha os cadernos em que Julius Frank contava suas campanhas contra Napoleão Bonaparte. Chegou ao Brasil em 1821. Contava 26 anos. Quando morreu, em 1841, estava com 46 anos. Se Julius Frank tivesse somente 30, 32 ou 34 anos, quando faleceu, em 1841, teria desembarcado no Rio de Janeiro, em 1821, com 10, 12 ou 14 anos.
| “ | Frank viveu apenas 32 anos, dez dos quais no Brasil, país em que morreu e foi enterrado, de maneira insólita, no pátio da escola, onde seus restos permanecem sob um túmulo imponente, tombado pelo Patrimônio Histórico. | ” |

Em 1823 surgiu subitamente no Rio de Janeiro Otto von Kotzebue, filho de August von Kotzebue. Comandava a fragata russa Enterprise, destinada a descobrimentos e explorações. No dia 13 de novembro de 1823, ancorou à vista da barra devido à calmaria do mar. Entrou na Baía de Guanabara no dia 14. Otto von Kotzebue permaneceu durante 25 dias no Rio de Janeiro, residindo em Botafogo, na casa de um amigo e deixando, na obra que escreveu sobre a viagem, boas descrições da capital brasileira. Voltou para a fragata na tarde de 9 de dezembro e levantou as velas no dia 10, saindo ao anoitecer.